# Phyllis Dalton
Phyllis Margaret Dalton, MBE, nota come Phyllis Dalton (Londra, 16 ottobre 1925 – Somerset, 9 gennaio 2025), è stata una costumista britannica.

## Biografia
Divenuta disegnatrice di costumi nel 1950 dopo essere stata per anni addetta al guardaroba di produzioni cinematografiche britanniche, vinse per i suoi lavori due Premi Oscar: il primo, nel 1966, per i costumi de Il dottor Živago ed il secondo, nel 1990, per Enrico V. 
Nel 1974 si aggiudicò un BAFTA per i costumi di The Hireling di Alan Bridges e nel 1983 un Emmy Award per il film televisivo britannico La primula rossa.
Phyllis Dalton è morta nel 2025, quasi centenaria.

## Filmografia

### Cinema
- Lo schiavo dell'oro (Scrooge), regia di Brian Desmond Hurst (1951)
- La cortina del silenzio (Circle of Danger), regia di Jacques Tourneur (1951)
- Rob Roy, il bandito di Scozia (Rob Roy: The Highland Rogue), regia di Harold French (1953)
- Il cargo della violenza (Passage Home), regia di Roy Ward Baker (1955)
- La ragazza dei miei sogni (One Good Turn), regia di John Paddy Carstairs (1955)
- Zarak Khan (Zarak), regia di Terence Young (1956)
- L'isola nel sole (Island in the Sun), regia di Robert Rossen (1957)
- Scuola di spie (Carve Her Name with Pride), regia di Lewis Gilbert (1958)
- Il nostro agente all'Avana (Our Man in Havana), regia di Carol Reed (1959)
- Il grande capitano (John Paul Jones), regia di John Farrow (1959)
- Il mondo di Suzie Wong (The World of Suzie Wong), regia di Richard Quine (1960)
- La baia dei pirati (Fury at Smugglers' Bay), regia di John Gilling (1961)
- Lawrence d'Arabia (Lawrence of Arabia), regia di David Lean (1962)
- Il dottor Živago (Doctor Zhivago), regia di David Lean (1965)
- Lord Jim, regia di Richard Brooks (1965)
- Oliver!, regia di Carol Reed (1968)
- Frammenti di paura (Fragment of Fear), regia di Richard C. Sarafian (1970)
- Un uomo da affittare (The Hireling), regia di Alan Bridges (1973)
- La nave dei dannati (Voyage of the Damned), regia di Stuart Rosenberg (1976)
- Il messaggio (The Message), regia di Moustapha Akkad (1977)
- Il magnate greco (The Greek Tycoon), regia di J. Lee Thompson (1978)
- The Water Babies, regia di Lionel Jeffries (1978)
- Io, grande cacciatore (Eagle's Wing), regia di Anthony Harvey (1979)
- Un astronauta alla tavola rotonda (The Spaceman and King Arthur), regia di Russ Mayberry (1979)
- Assassinio allo specchio (The Mirror Crack'd), regia di Guy Hamilton (1980)
- Alla trentanovesima eclisse (The Awakening), regia di Mike Newell (1980)
- Pranzo reale (A Private Function), regia di Malcolm Mowbray (1984)
- The Last Days of Patton, regia di Delbert Mann (1986)
- La storia fantastica (The Princess Bride), regia di Rob Reiner (1987)
- Stealing Heaven, regia di Clive Donner (1988)
- Enrico V (Henry V), regia di Kenneth Branagh (1989)
- Il complotto per uccidere Hitler (The Plot to Kill Hitler), regia di Lawrence Schiller (1990)
- L'altro delitto (Dead Again), regia di Kenneth Branagh (1991)
- Molto rumore per nulla (Much Ado About Nothing), regia di Kenneth Branagh (1993)

### Televisione
- La primula rossa (The Scarlet Pimpernel), regia di Clive Donner – film TV (1982)
- La spada di Merlino (Arthur the King), regia di Clive Donner – film TV (1985)
- Medicina amara (Strong Medicine), regia di Guy Green – film TV (1986)
- Magic Moments, regia di Lawrence Gordon Clark – film TV (1989)